# Netelia tunetana
Netelia tunetana är en stekelart som först beskrevs av Heinrich Habermehl 1923.
Netelia tunetana ingår i släktet Netelia och familjen brokparasitsteklar. Inga underarter finns listade i Catalogue of Life.